# Тріщук Ольга Володимирівна
Тріщук Ольга Володимирівна — завідувач кафедрою видавничої справи та редагування, доктор наук із соціальних комунікацій, професор. Член науково-методологічної комісії з журналістики та інформації Міністерства освіти і науки України, спеціалізованої вченої ради в Київському національному університеті імені Тараса Шевченка, вченої ради НТУУ «КПІ» та вченої ради Видавничо-поліграфічного інституту.
Підготувала 5 кандидатів наук із соціальних комунікацій, 1 кандидата філологічних наук. Опублікувала понад 100 наукових праць, в тому числі 1 монографію, 1 підручник, 2 навчальні посібники.

## Сфера наукових інтересів
Теоретико-методологічне забезпечення комунікативних процесів науково-інформаційної сфери; теоретичні та практичні проблеми соціальних комунікацій та редакторської діяльності.

## Публікації
- Тріщук О. В. Методика дослідження науково-інформаційного дискурсу / О. В. Тріщук // Вища освіта. — 2010. — №3 (38). — С. 82-87.
- Тріщук О. В. Акцентуація особистості в аспекті професійної науково-інформаційної діяльності дискурсу / О. В. Тріщук // Вища освіта України. — 2010. — Т. VI (24). — 214-221.
- Тріщук О. В. Міжсуб’єктні зв’язки в науково-інформаційному дискурсі дискурсу / О. В. Тріщук // Теле- та радіожурналістика. — 2010. — Вип. 9. Ч. -. — С. 350-357.
- Тріщук О. В. Комунікація в науково-інформаційній сфері / О. В. Тріщук // Держава та регіони. — Серія: соціальні комунікації. — 2010. — № 2. — С. 84-89.
- Тріщук О. В. Категорії науково-інформаційного дискурсу / О. В. Тріщук // Актуальні проблеми української лінгвістики: теорія і практика : зб. наук. праць. — Вип. 21. — К. : ВПЦ Київський університет, 2010. — С. 11-20.
- Тріщук О. В. Створення науково-інформаційного поліграфічного тексту / О. В. Тріщук // Технологія і техніка друкарства. — 2010. — Вип. 4 (30). — С. 243-251.
- Тріщук О. В. Екстралінгвістичні чинники формування науково-інформаційного тексту / О. В. Тріщук // Вища освіта України. — 2011. — Т. VII (25). — С. 438-445.
- Тріщук О. В. Стандартність та авторська індивідуальність у науково-інформаційному тексті / О. В. Тріщук // Актуальні проблеми української лінгвістики: теорія і практика : зб. наук. праць. — Вип. 22. — К. : ВПЦ Київський університет, 2011. — С. 65-71.
- Тріщук О. В. Стандартність та авторська індивідуальність у науково-інформаційному тексті / О. В. Тріщук // Актуальні проблеми української лінгвістики: теорія і практика : зб. наук. праць. — Вип. 22. — К. : ВПЦ Київський університет, 2011. — С. 65-71.
- Тріщук О. В. Відкриття в НТУУ КПІ підготовки магістрів за спеціальністю 8.03030301 Видавнича справа та редагування / О. В. Тріщук // Технологія і техніка друкарства. — 2011. — Вип. 1(31). — С. 230-236.
- Тріщук О. В. Українські науково-інформаційні видання: зародження, генеза, сучасний стан / О. В. Тріщук // Редактор і видавець. — 2012. — № 1 (2). — С. 27-34.
- Тріщук О. В. Методи дослідження комунікації в науково-інформаційній сфері / О. В. Тріщук // Комунікаційні технології : наук. журн. — Т1. К. : КНУКіМ, 2013. — С. 123-129.
- Тріщук О. В. Робота редактора над образністю науково-інформаційного тексту//Наукові записки Української академії друкарства. — 2015. — №1 (50). — С.114-124.
- Тріщук О. В. Акредитація в НТУУ КПІ підготовки магістрів за спеціальністю 8.03030202 Зв'язки з громадськістю// Технологія і техніка друкарства. — 2015. — №2 (48). — С.121-130.
- Тріщук О. В. Робота редактора над рухомим рядком// Вісник книжкової палати. — 2016. — №2 (235). — С. 7-10.
- Тріщук О. В.Короткий словник загальнонаукових і соціокомунікативних термінів. — К. : НТУУ КПІ, 2011. — С. 124.
- Тріщук О. В.Словник помилкового слововживання в сучасних медіа. — Київ : НТУУ КПІ. — 2015. — 300 с.
- Відкриття в НТУУ КПІ підготовки магістрів за спеціальністю 8.03030301 Видавнича справа та редагування / П. О. Киричок, Ю. П. Мамонов, О. В. Тріщук, Н. М. Фіголь // Технологія і техніка друкарства : збірник наукових праць – 2011 – Вип. 1(31) – С. 230–236. [Архівовано 12 січня 2018 у Wayback Machine.]
- Відкриття в НТУУ КПІ підготовки спеціалістів за спеціальністю 7.03030202 Зв’язки з громадськістю та магістрів за спеціальністю 8.03030202 Зв’язки з громадськістю / П. О. Киричок, Ю. П. Мамонов, О. В. Тріщук, Н. М. Фіголь // Технологія і техніка друкарства : збірник наукових праць. — 2012. — Вип. 3(37). — С. 174–181. [Архівовано 12 січня 2018 у Wayback Machine.]
- Методичні вказівки до виконання курсової роботи з дисципліни Редагування науково-інформаційного тексту. Галузі знань 0303 – Журналістика та інформація напряму 6.030303 – Видавнича справа та редагування. Денна і заочна форми навчання [Електронний ресурс]  / НТУУ КПІ ; уклад. О. В. Тріщук. — Електронні текстові дані (1 файл: 296 Кбайт). — Київ : НТУУ КПІ, 2015. — 31 с. [Архівовано 12 січня 2018 у Wayback Machine.]
- Тріщук О. В. Створення науково-інформаційного поліграфічного тексту [Архівовано 12 січня 2018 у Wayback Machine.] / О. В. Тріщук // Технологія і техніка друкарства : збірник наукових праць. — 2010. — Вип. 4(30). — С. 243–251.
- Тріщук О. В. Акредитація в НТУУ КПІ підготовки магістрів за спеціальністю 8.03030202 Зв’язки з громадськістю / О. В. Тріщук, Н. М. Фіголь // Технологія і техніка друкарства : збірник наукових праць. — 2015. — Вип. 2(48). — С. 121–130. [Архівовано 12 січня 2018 у Wayback Machine.]
- Акредитація в НТУУ КПІ підготовки магістрів за спеціальністю 8.03030301 Видавнича справа та редагування [Архівовано 12 січня 2018 у Wayback Machine.] / П. О. Киричок, О. В. Тріщук, Н. М. Фіголь // Технологія і техніка друкарства : збірник наукових праць. — 2014. — Вип. 1(43). — С. 4–12.
- Акредитація в НТУУ КПІ підготовки спеціалістів за спеціальністю 7.03030202 — Зв’язки з громадськістю [Архівовано 12 січня 2018 у Wayback Machine.] / Т. Ю. Киричок, О. В. Тріщук, Н. М. Фіголь // Технологія і техніка друкарства : збірник наукових праць. — 2016. — Вип. 1(51). — С. 119–125.
- Тріщук О. В. Методичні вказівки до виконання магістерської дисертації освітнього кваліфікаційного рівня магістр зі спеціалізації Видавнича справа та редагування денної та заочної форми навчання [Електронний ресурс] [Архівовано 12 січня 2018 у Wayback Machine.] / О. В. Тріщук, Н. М. Фіголь, І. Л. Побідаш ; НТУУ КПІ. — Електронні текстові данні (1 файл: 262 Кбайт). — Київ : НТУУ КПІ, 2015. – 33 с.
- Тріщук О. В. Основні способи компресії науково-інформаційного тексту [Архівовано 12 січня 2018 у Wayback Machine.] / О. В. Тріщук // Технологія і техніка друкарства : збірник наукових праць. — 2016. — Вип. 3(53). — С. 88–97.
- Тріщук О. В. Редагування науково-інформаційного тексту [Електронний ресурс] : підручник [Архівовано 12 січня 2018 у Wayback Machine.] / О. В. Тріщук ; НТУУ КПІ ; відп. ред. Н. М. Фіголь. — Електронні текстові дані (1 файл: 11,96 Мбайт). — Київ : НТУУ КПІ, 2013. — 252 c.
- Тріщук О. В. Редакторська підготовка перекладів науково-популярних серіалів [Архівовано 12 січня 2018 у Wayback Machine.] / О. В. Тріщук, О. Ю. Януль // Технологія і техніка друкарства : збірник наукових праць. — 2017. — Вип. 1(55). — С. 63–72.